# Conocephalus liebermanni
Conocephalus liebermanni är en insektsart som beskrevs av Viktor von Ebner-Rofenstein 1953. Conocephalus liebermanni ingår i släktet Conocephalus och familjen vårtbitare. Inga underarter finns listade i Catalogue of Life.